# Dictis
Dictis là một chi nhện trong họ Scytodidae.

## Các loài
- Dictis denticulata Dankittipakul & Singtripop, 2010
- Dictis elongata Dankittipakul & Singtripop, 2010
- Dictis ganeshi Keswani, 2015
- Dictis mumbaiensis Ahmed, Satam, Khalap & Mohan, 2015
- Dictis striatipes L. Koch, 1872
- Dictis thailandica Dankittipakul & Singtripop, 2010